# 토요타 F1

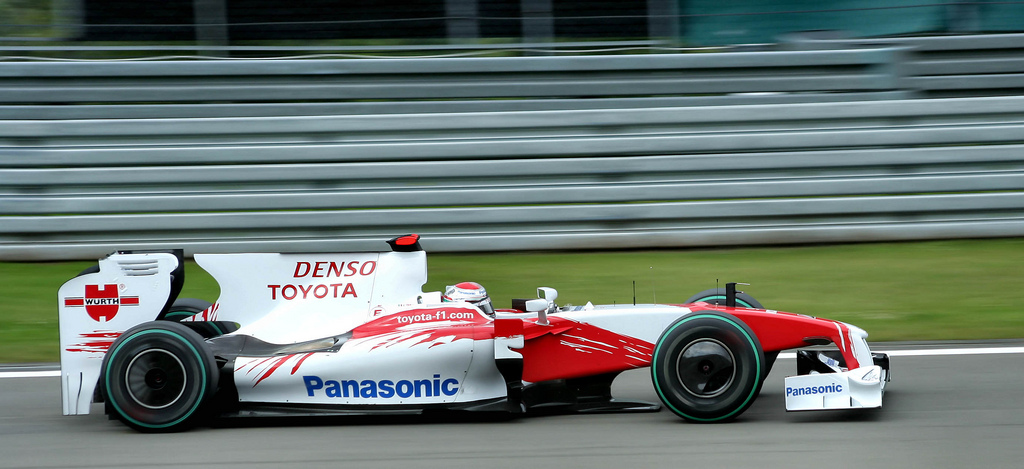

토요타 F1(Panasonic Toyota Racing)은 일본의 자동차 제조업체 토요타가 소유하고 있는 포뮬러 원 팀으로, 독일 쾰른에 위치해 있다.
토요타는 1999년에 F1에 진출할 계획을 발표하였으며 자사의 초기 자동차의 광범위한 테스트 이후 2002년 첫 F1 데뷔를 시작했다.
2009년 11월 4일 글로벌 경제위기를 이유로 F1에서 철수할 것을 발표했다.

## 같이 보기
- 토요타 모터스포츠
- 토요타